# Лёйхтенберг (ландграфство)

Ландграфство Лёйхтенберг на карте (справа рядом с Меранией)

Ландграфство Лёйхтенберг (Landgrafschaft Leuchtenberg) — государственное образование в Священной Римской империи, существовавшее в 1196—1646 годах. Входило в состав Баварского имперского округа. Столица — Лёйхтенберг, затем Пфраймд. Включало приходы Лёйхтенберга, Пфраймда, Вернберга и Мисбрунна, общая территория — около 250 км2. Граничило с княжеством Зульцбах.

## История
Графский, с 1196 года ландграфский род Лёйхтенбергов известен с первой половины XII века. Первый ландграф Дипольд (умер после 1209), граф Лёйхтенберга, вероятно, унаследовал ландграфский титул после смерти Оттона VI, ландграфа Штефлинга (возможно, был женат на его сестре).
Ландграфство Лейхтенберг возникло в Нордгау вокруг замка Лейхтенберг. Лейхтенбергеры были возведены в сан графов в 1158 году, в 1196 году они стали ландграфами, а в XV в. — имперскими князьями с местом в императорском совете князей. Они носили титул ландграфа до своего исчезновения в 1646 г.
Последний ландграф Лёйхтенберга Максимилиан Адам умер в 1646 году бездетным. Его владения унаследовал родственник — герцог Баварии Альбрехт VI. В 1650 году он уступил Лёйхтенберг брату — курфюрсту Максимилиану I, в обмен на имперское графство Хаг. С 1650 по 1705 г. ландграфством правил его племянник — герцог Баварии-Лихтенберга Максимилиан Филипп Иероним.
После его смерти в 1705 году Лейхтенберг перешел к баварскому курфюрсту Максимилиану II. Во время войны за испанское наследство и последовавшей за ней оккупации Баварии император Иосиф I управлял ландграфством Лейхтенберг как с выморочной феодом. В 1708 году он передал владение Леопольду Ламбергу, которого годом позже сделал имперским князем. После его смерти в 1711 году ему наследовал его отец Франц Иосиф I фон Ламберг. Когда он умер в 1712 году, ландграфство перешло к его третьему сыну, Францу Антону фон Ламбергу. Территория вернулась Баварии после Раштаттского мира в 1714 году. В дальнейшем баварский курфюрст добавил к имевшимся у него титулам титул ландграфа Лейхтенбергского. В 1808 г. ландграфство было распущено и присоединено к Баварскому королевству.
После падения Наполеона король Баварии Максимилиан I Иосиф пожаловал Эжену де Богарне титул герцога Лейхтенбергского, предложенный Максимилианом фон Монгеласом, но без территориального владения там. Его собственностью было вновь образованное для него княжество Айхштетт.